# Ободнянська волость
Ободнянська волость — історична адміністративно-територіальна одиниця Брацлавського повіту Подільської губернії з центром у містечку Обідне.
Станом на 1885 рік складалася з 17 поселень, 16 сільських громад. Населення — 11 700 осіб (5828 чоловічої статі та 5872 — жіночої), 1697 дворових господарства.
|                     | Площа, десятин | У тому числі орної, дес. |
| ------------------- | -------------- | ------------------------ |
| Сільських громад    | 10553          | 8638                     |
| Приватної власності | 15091          | 10966                    |
| Казенної власності  | 1381           | 1168                     |
| Іншої власності     | 1879           | 544                      |
| Загалом             | 28904          | 18280                    |

Основні поселення волості:
- Обідне — колишнє власницьке село за 37 верст від повітового міста, 835 осіб, 130 дворових господарств, православна церква, школа, 2 постоялих будинки, водяний млин. За 13 верст — Степанівський бурякоцукровий і цегельний заводи із лікарнею.
- Війтівці — колишнє власницьке село при річці Соб, 1223 особи, 212 дворових господарств, православна церква, школа, постоялий будинок, водяний млин.
- Воловодівка — колишнє власницьке село, 1280 осіб, 224 дворових господарства, православна церква, школа, постоялий будинок, водяний млин.
- Глинянець — колишнє власницьке село, 289 осіб, 50 дворових господарств, 2 православні церкви, постоялий будинок.
- Оленівка — колишнє власницьке село, 863 особи, 118 дворових господарств, православна церква, школа, постоялий будинок, вітряний млин.
- Зарудинці — колишнє власницьке село, 567 осіб, 89 дворових господарств, православна церква, школа, постоялий будинок, 2 водяних млини.
- Ізабелівка — колишнє власницьке село, 259 осіб, 42 дворових господарства, каплиця, постоялий будинок, вітряний млин.
- Кордишівка — колишнє власницьке село, 392 особи, 62 дворових господарства, православна церква, школа, водяний млин.
- Лозувата — колишнє власницьке село, 831 особа, 129 дворових господарств, православна церква, школа, постоялий будинок.
- Михайлівка — колишнє власницьке село, 557 осіб, 103 дворових господарства, православна церква, школа, постоялий будинок.
- Пісочин — колишнє власницьке село при річці Соб, 656 осіб, 91 дворове господарство, православна церква, водяний млин.
- Потоки — колишнє власницьке село, 510 осіб, 92 дворових господарства, православна церква, постоялий будинок.
- Степанівка — колишнє власницьке село при річці Буг, 1078 осіб, 185 дворових господарств, православна церква, школа, водяний млин.
- Щаслива — колишнє власницьке село, 799 осіб, 108 дворових господарств, постоялий будинок.